# Horeb (Pirmasens)
Der Horeb ist der höchste Berg und zugleich ein Stadtviertel innerhalb von Pirmasens. Der Horeb ist auch als ehemaliges Stadion des FK Pirmasens ein Begriff; diese Spielstätte wurde 2003 aufgegeben.

## Geographie

### Lage
Der Berg beziehungsweise das Viertel liegt im Osten der Stadt am Westrand des Pfälzerwalds. Am östlichen Rand der Siedlung verläuft der Lamsbach, der dort von links den Dankelsbach aufnimmt.

### Naturräumliche Zuordnung
Zusammenfassend folgt die naturräumliche Zuordnung des Horeb folgender Systematik:
- Großregion 1. Ordnung: Schichtstufenland beiderseits des Oberrheingrabens
- Großregion 2. Ordnung: Pfälzisch-Saarländisches Schichtstufenland
- Großregion 3. Ordnung: Pfälzerwald
- Region 4. Ordnung (Haupteinheit): Wasgau
- Region 5. Ordnung: Südwestlicher Pfälzerwald

## Geschichte
Das Viertel entstand im frühen 20. Jahrhundert. Während der Luftangriffe auf Pirmasens blieb der der Osten des Horeb von Bombenschäden größtenteils verschont, während stattdessen der Westen verstärkt ins Visier genommen worden war.

## Wirtschaft und Infrastruktur

### Verkehr
Mehrere Straßen sind nach ehemaligen Bürgermeistern der Stadt Pirmasens benannt worden. Das Stadtviertel ist östlicher Endpunkt der von den Stadtwerken Pirmasens Verkehr betriebenen Buslinie 206, die es mit dem Stadtteil Schachen und dem Exerzierplatz  verbindet. Unmittelbar nordwestlich des Viertels verläuft die Bundesstraße 10 und entlang seines östlichen Randes die Landesstraße 484.

### Bildung
Vor Ort befindet sich die Grundschule Horeb.